# Bogucin (powiat ciechanowski)
Bogucin – wieś sołecka w Polsce położona w województwie mazowieckim, w powiecie ciechanowskim, w gminie Opinogóra Górna.
Wieś szlachecka Bogucino położona była w drugiej połowie XVI wieku w powiecie ciechanowskim ziemi ciechanowskiej. W latach 1975–1998 miejscowość należała administracyjnie do województwa ciechanowskiego.